# Rhodothermaceae
Rhodothermaceae — родина грам-негативних бактерій порядку Cytophagales відділу Bacteroidetes. Типовим родом є Rhodothermus Alfredsson et al. 1995.

## Опис
Грам-негативні нерухові паличкоподібні бактерії. Розміри 0,5 × 1,5-3,5 мкм. Утворюють колонії червоного забарвлення. Термофіли. Живуть в екстремальних умовах: у морських гарячих джерелах або водоймах з підвищеною соленістю. Оптимальна температура росту для Rhodothmus marinus  — 54-77 °С, для Rhodothermus profundi — 70-75 °С, для Salinobacter — 35-40 °С.

## Роди
- Longimonas Xia et al. 2015
- Rhodothermus Alfredsson et al. 1995
- Rubricoccus Park et al. 2011
- Rubrivirga Park et al. 2013
- Salinibacter Antón et al. 2002 emend. Makhdoumi-Kakhki et al. 2012
- Salisaeta Vaisman und Oren 2009